# Румунија на Светском првенству у атлетици у дворани 2012.
Румунија је четрнаести пут учествовала на Светском првенству у атлетици у дворани 2012. одржаном у Истанбулу од 9. до 11. марта, односно, учествовала је на свим првенствима до данас. Репрезентацију Румуније представљало је 12 атлетичара (2 мушкарца и 10 жена), који су се такмичили у 8 дисциплина (2 мушке и 6 женских).
На овом првенству Румунија није освојила ниједну медаљу. Остварен је један национални резултат сезоне и један лични рекорд сезоне. У табели успешности према броју и пласману такмичара који су учествовали у финалним такмичењима (првих 8 такмичара) Румунија је са 3 учесника у финалу делила 24. место са 9 бодова.
| Плас. | Земља    | 1. место | 2. место | 3. место | 4. место | 5. место | 6. место | 7. место | 8. место | Бр. финал. | Бод. |
| ----- | -------- | -------- | -------- | -------- | -------- | -------- | -------- | -------- | -------- | ---------- | ---- |
| =24.  | Румунија | 0        | 0        | 0        | 1        | 0        | 0        | 2        | 0        | 3          | 9    |

## Учесници
| Мушкарци: - Михај Донисан — Скок увис - Маријан Опреа — Троскок | Жене: - Јоана Доага — 1.500 м - Ангела Морошану — 60 м препоне, 4 х 400 м - Алина Панаинте — 4 х 400 м - Аделина Пастор — 4 х 400 м - Елена Мирела Лаврик — 4 х 400 м - Естера Петре — Скок увис - Виорика Тигау — Скок удаљ - Корнелија Дејак — Скок удаљ - Кристина Бујин — Троскок - Аделина Гаврила — Троскок |  |

## Резултати

### Мушкарци
| Атлетичар     | Дисциплина | Лични рекорд | Квалификације | Квалификације | Финале                | Финале       | Детаљи |
| Атлетичар     | Дисциплина | Лични рекорд | Резултат      | Место         | Резултат              | Место        | Детаљи |
| ------------- | ---------- | ------------ | ------------- | ------------- | --------------------- | ------------ | ------ |
| Михај Донисан | Скок увис  | 2,26         | 2,22          | 15            | Нису се квалификовали | 15 / 19      |        |
| Маријан Опреа | Троскок    | 17,74 НР     | 16,58         | 11            | Нису се квалификовали | 11 / 13 (14) |        |

### Жене
| Атлетичарка                                                        | Дисциплина   | Лични рекорд | Квалификације | Квалификације | Полуфинале            | Полуфинале   | Финале                | Финале       | Детаљи |
| Атлетичарка                                                        | Дисциплина   | Лични рекорд | Резултат      | Место         | Резултат              | Место        | Резултат              | Место        | Детаљи |
| ------------------------------------------------------------------ | ------------ | ------------ | ------------- | ------------- | --------------------- | ------------ | --------------------- | ------------ | ------ |
| Ioana Doaga                                                        | 1.500 м      | 4:10,84      | 4:17,50       | 7. у гр. 1    |                       |              | Нису се квалификовале | 15 / 16      |        |
| Ангела Морошану                                                    | 60 м препоне | 8,11         | 8,37 КВ       | 2. у гр. 2    | 8,24                  | 7. у гр. 1   | Нису се квалификовале | 14 / 28 (31) |        |
| Ангела Морошану2 Алина Панаинте Аделина Пастор Elena Mirela Lavric | 4 х 400 м    | 3:30,06 НР   |               |               |                       |              | 3:33,41 НРС           | 4 / 6        |        |
| Естера Петре                                                       | Скок увис    | 1,94         | 1,92 кв       | 7             |                       |              | 1,92                  | 7 / 18 (21)  |        |
| Viorica Ţigău                                                      | Скок удаљ    | 6,66         | 6,64 кв, ЛРС  | 6             | 6,34                  | 7 / 19 (20)  |                       |              |        |
| Cornelia Deiac                                                     | Скок удаљ    | 6,67         | 6,16          | 17            | Нису се квалификовале | 17 / 19 (20) |                       |              |        |
| Кристина Бујин                                                     | Троскок      | 14,35        | 13,80         | 10. у гр. А   | Нису се квалификовале | 15 / 28 (30) |                       |              |        |
| Аделина Гаврила                                                    | Троскок      | 14,78        | 13,65         | 9. у гр. Б    | Нису се квалификовале | 19 / 28 (30) |                       |              |        |

* Такмичарка означена бројем у штафети учествује и у појединачним дисциплинама